# Fotofobia
La fotofobia è un'eccessiva sensibilità alla luce, causata da patologie oculari – in particolare infiammazioni e infezioni – o da traumi oftalmici, o da malattie sistemiche o eccessiva fotosensibilità cutanea.
Il soggetto fotofobico si sente a disagio o prova dolore agli occhi o alla zona esposta, a causa dell'esposizione a una luce artificiale intensa per esempio i flash delle macchine fotografiche oppure ai raggi solari (nonché al loro riflesso e al riverbero sulle superfici chiare).

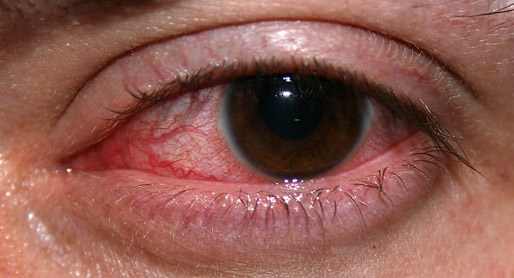
La cheratite è una delle cause più frequenti di fotofobia

 Le malattie oculari che più frequentemente la causano sono la congiuntivite, l'uveite e la cheratite. Può tra l'altro essere associata a irritazioni oculari provocate da varie cause (tra cui un cattivo uso delle lenti a contatto e a interventi di chirurgia refrattiva col laser).
L'eccessiva sensibilità è dovuta a una grande quantità di luce che entra nell'occhio e provoca una sovra-stimolazione dei fotorecettori della retina; di conseguenza viene sempre generato un impulso bioelettrico che, viaggiando attraverso il nervo ottico, arriva alla corteccia cerebrale; tuttavia, se le strutture dell'occhio non sono sane, la capacità di 'resistenza' ai fotoni si riduce. Di conseguenza, si prova avversione nei confronti della luce, senso di disagio o dolore. Il fenomeno è più frequente in chi ha gli occhi chiari.
Un'eccessiva quantità di luce può entrare nell'occhio non solo se è infiammato o malato, ma anche se è stato danneggiato, come in caso di lesioni alla cornea o danni alla retina oppure se la pupilla è incapace di regolare il flusso di luce in entrata (si ha abbagliamento, come quando si apre al massimo il diaframma di una macchina fotografica reflex).

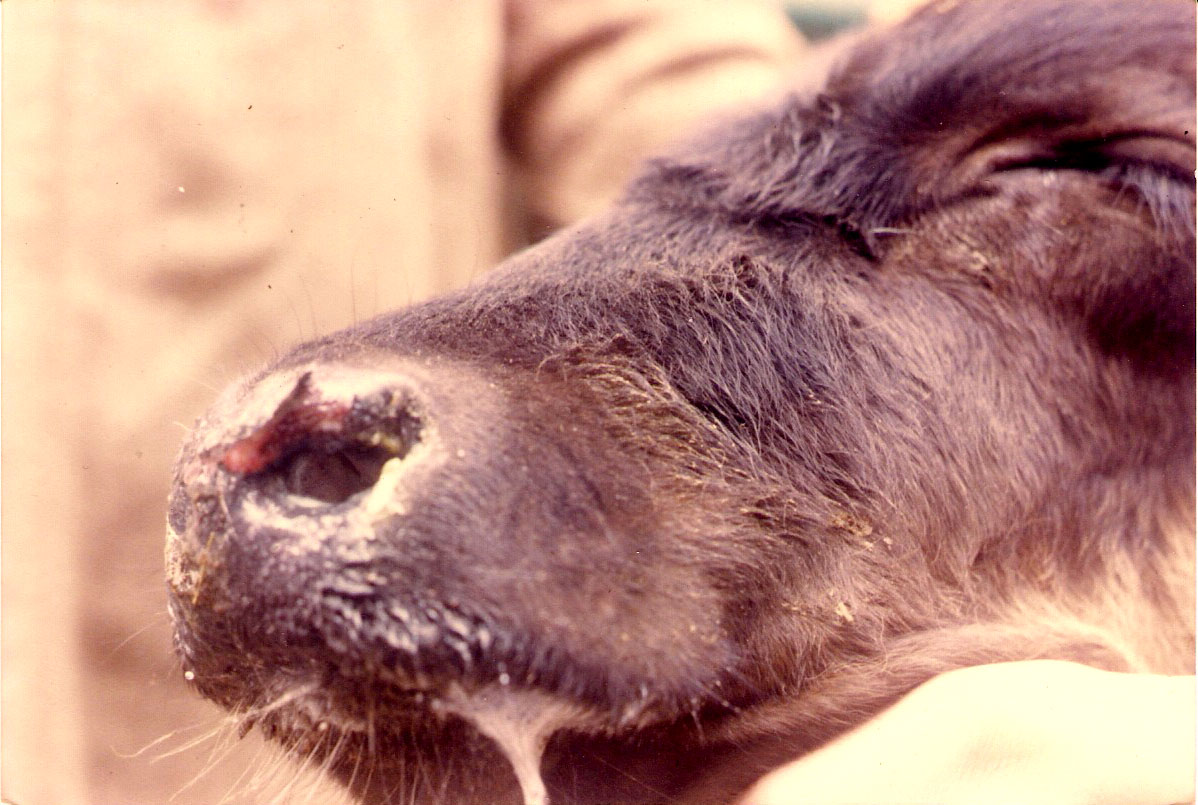
In medicina veterinaria, la fotofobia è un sintomo della febbre catarrale maligna bovina

La fotofobia può anche essere intesa come paura della luce: in questo caso si tratta di un'avversione di natura eminentemente psicologica.
Infine, può anche essere considerato un comportamento proprio di diversi insetti o altri animali, che cercano di non esporsi alla luce diretta perché non la tollerano.